# Edechthistatus hawksi
Edechthistatus hawksi là một loài bọ cánh cứng trong họ Cerambycidae.